# Bernardo Ruiz
Bernardo Ruiz Navarrete (Orihuela, 8 de janeiro de 1925 – Orihuela, 14 de agosto de 2025) foi um ciclista espanhol, profissional entre os anos 1945 e 1958.
Foi três vezes campeão da Espanha em estrada e uma de montanha. Possui em seu palmarés a Volta a Espanha de 1948, bem como dois terceiros postos na Volta de 1957 e o Tour de France de 1952. Anteriormente, já tinha sido 9º no Tour de 1951.
Conseguiu triunfos de etapas nas três Grandes Voltas, e venceu em diversas provas curtas por etapas de entidade.
Foi o primeiro espanhol em atingir o pódio do Tour de France e em ganhar uma etapa no Giro d'Italia.
Depois de retirar-se do ciclismo profissional, passou alguns anos como director desportivo. Depois de seu périplo como director, durante o qual Angelino Soler ganhou a Volta a Espanha de 1961 baixo as suas ordens, regressou a seu cidade natal, onde dirigiu um estabelecimento de venda de motos e bicicletas durante muitos anos.

## Palmarés
| 1945 - Campeonato da Espanha em Estrada para Independentes - Volta à Catalunha 1946 - Campeonato da Espanha de Ciclismo em Estrada - 1 etapa da Volta à Catalunha - Troféu Jaumendreu 1947 - Volta a Burgos - 2º no Campeonato da Espanha de Ciclismo em Estrada - 2 etapas da Volta a Valencia 1948 - Campeonato da Espanha de Ciclismo em Estrada - Volta a Espanha , mais 3 etapas e classificação da montanha 1949 - Volta a Astúrias 1950 - 2º no Campeonato da Espanha de em Estrada - 2 etapas da Volta a Espanha - 1 etapa da Volta à Catalunha - Clássica dos Portos - Troféu Fernando Salvadores | 1951 - Campeonato da Espanha de em Estrada - 2 etapas do Tour de France - 1 etapa da Volta à Catalunha - 1 etapa do Tour de Romandía - Clássica dos Portos - Volta a Castilla 1953 - 2º no Campeonato da Espanha de Montanha 1954 - Volta a Astúrias - 2º no Campeonato da Espanha de em Estrada 1955 - 1 etapa do Giro d'Italia 1956 - 2º no Campeonato da Espanha de em Estrada 1958 - Campeonato da Espanha de Ciclismo em Estrada - Campeonato Basco-Navarro de Montanha - G.P. Pascuas |

## Resultados em Grandes Voltas e Campeonato do Mundo
| Carreira                       | 1945 | 1946 | 1947 | 1948 | 1949 | 1950 | 1951 | 1952 | 1953 | 1954 | 1955 | 1956 | 1957 | 1958 |
| ------------------------------ | ---- | ---- | ---- | ---- | ---- | ---- | ---- | ---- | ---- | ---- | ---- | ---- | ---- | ---- |
| Giro d'Italia                  | -    | -    | -    | -    | -    | -    | -    | 35º  | 29º  | 38º  | 28º  | 38º  | 55º  | -    |
| Tour de France                 | -    | -    | -    | -    | Ab.  | -    | 9º   | 3º   | -    | 18º  | 22º  | 70º  | 24º  | 55º  |
| Volta a Espanha                | 22º  | 13º  | -    | 1º   | X    | 4º   | X    | X    | X    | X    | 14º  | 31º  | 3º   | 26º  |
| Campeonato do Mundo em estrada | -    | -    | -    | -    | -    | -    | -    | -    | 23º  | 19º  | Ab.  | -    | -    | -    |